# Astrophytum mirum
Astrophytum mirum là một loài thực vật có hoa trong họ Cactaceae. Loài này được Halda & Panar. mô tả khoa học đầu tiên năm 2000.